# David di Donatello 2004
La 49a edició dels premis David di Donatello, concedits per l'Acadèmia del Cinema Italià va tenir lloc el 14 d’abril de 2004 al Palazzo dei Ricevimenti e dei Congressi de Roma. La gala fou presentada per Pippo Baudo i transmesa per Rai Uno.

## Guanyadors

### Millor pel·lícula
- La meglio gioventù, dirigida per Marco Tullio Giordana
- Buongiorno, notte, dirigida per Marco Bellocchio
- Che ne sarà di noi, dirigida per Giovanni Veronesi
- Io non ho paura, dirigida per Gabriele Salvatores
- Non ti muovere, dirigida per Sergio Castellitto

### Millor director
- Marco Tullio Giordana - La meglio gioventù
- Pupi Avati - La rivincita di Natale
- Marco Bellocchio - Buongiorno, notte
- Sergio Castellitto - Non ti muovere
- Matteo Garrone - Primo amore

### Millor director novell
- Salvatore Mereu - Ballo a tre passi
- Andrea Manni - Il fuggiasco
- Francesco Patierno - Pater familias
- Piero Sanna - La destinazione
- Maria Sole Tognazzi - Passato prossimo

### Millor argument
- Sandro Petraglia i Stefano Rulli - La meglio gioventù
- Marco Bellocchio - Buongiorno, notte
- Francesco Bruni i Paolo Virzì - Caterina va in città
- Giovanni Veronesi i Silvio Muccino - Che ne sarà di noi
- Margaret Mazzantini i Sergio Castellitto - Non ti muovere

### Millor productor
- Angelo Barbagallo - La meglio gioventù
- Luigi Musini, Roberto Cicutto per Cinema11undici e RAICinema - Cantando dietro i paraventi
- Aurelio De Laurentiis - Che ne sarà di noi
- Riccardo Tozzi, Giovanni Stabilini, Marco Chimenz per Cattleya i Medusa Film - Non ti muovere
- Domenico Procacci - Primo amore

### Millor actriu
- Penélope Cruz - Non ti muovere[3]
- Michela Cescon - Primo amore
- Licia Maglietta - Agata e la tempesta
- Violante Placido - Che ne sarà di noi
- Maya Sansa - Buongiorno, notte

### Millor actor
- Sergio Castellitto - Non ti muovere
- Giuseppe Battiston - Agata e la tempesta
- Luigi Lo Cascio - La meglio gioventù
- Silvio Muccino - Che ne sarà di noi
- Carlo Verdone - L'amore è eterno finché dura

### Millor actriu no protagonista
- Margherita Buy - Caterina va in città
- Anna Maria Barbera - Il paradiso all'improvviso
- Claudia Gerini - Non ti muovere
- Jasmine Trinca - La meglio gioventù
- Giselda Volodi - Agata e la tempesta

### Millor actor no protagonista
- Roberto Herlitzka - Buongiorno, notte
- Diego Abatantuono - Io non ho paura
- Elio Germano - Che ne sarà di noi
- Fabrizio Gifuni - La meglio gioventù
- Emilio Solfrizzi - Agata e la tempesta

### Millor músic
- Banda Osiris - Primo amore
- Ezio Bosso - Io non ho paura
- Andrea Guerra - Che ne sarà di noi
- Riz Ortolani - La rivincita di Natale
- Giovanni Venosta - Agata e la tempesta

### Millor fotografia
- Italo Petriccione - Io non ho paura
- Danilo Desideri - L'amore è eterno finché dura
- Fabio Olmi - Cantando dietro i paraventi
- Marco Onorato - Primo amore
- Fabio Zamarion - Che ne sarà di noi

### Millor escenografia
- Luigi Marchione - Cantando dietro i paraventi
- Paola Bizzarri - Agata e la tempesta
- Franco Ceraolo - La meglio gioventù
- Marco Dentici - Che ne sarà di noi
- Francesco Frigeri - Non ti muovere

### Millor vestuari
- Francesca Sartori - Cantando dietro i paraventi
- Gemma Mascagni - Che ne sarà di noi
- Elisabetta Montaldo - La meglio gioventù
- Silvia Nebiolo - Agata e la tempesta
- Isabella Rizza - Non ti muovere

### Millor muntatge
- Roberto Missiroli - La meglio gioventù
- Francesca Calvelli - Buongiorno, notte
- Claudio Di Mauro - Che ne sarà di noi
- Patrizio Marone - Non ti muovere
- Jacopo Quadri - Els somiadors (The Dreamers)

### Millor enginyer de so directe
- Fulgenzio Ceccon - La meglio gioventù
- Gaetano Carito - Buongiorno, notte
- Mario Iaquone - Non ti muovere
- Mauro Lazzaro - Io non ho paura
- Miguel Polo - Che ne sarà di noi

### Millors efectes especials visuals
- Ubik Visual Effects - Boss Film - Cantando dietro i paraventi
- Proxima - Agata e la tempesta
- Digitrace Tech (Roma) - L'apetta Giulia e la Signora Vita
- Sergio Stivaletti - È già ieri
- LCD (Firenze) - Opopomoz
- Chinatown - Totò Sapore e la magica storia della pizza

### Millor documental
- Guerra, dirigida per Pippo Delbono
- A scuola, dirigida per Leonardo Di Costanzo
- L'esplosione, dirigida per Giovanni Piperno
- Padre Pio express, dirigida per Ilaria Freccia
- Segni particolari: appunti per un film sull'Emilia-Romagna, dirigida per Giuseppe Bertolucci
- L'uomo segreto, dirigida per Nino Bizzarri

### Millor curtmetratge
- Sole, dirigida per Michele Carrillo (ex aequo)
- Zinanà, dirigida per Pippo Mezzapesa (ex aequo)
- Aspettando il treno, dirigida per Catherine Mc Gilvray
- Interno 9, dirigida per Davide Del Degan
- Un amore possibile, dirigida per Amanda Sandrelli

### Millor pel·lícula de la Unió Europea
- Dogville (Dogville), dirigida per Lars von Trier (ex aequo)
- Rosenstrasse (Rosenstraße), dirigida per Margarethe von Trotta (ex aequo)
- Good Bye, Lenin! (Good Bye Lenin!), dirigida per Wolfgang Becker
- Los lunes al sol, dirigida per Fernando León de Aranoa
- Girl with a Pearl Earring, dirigida per Peter Webber

### Millor pel·lícula estrangera
- Les Invasions barbares, dirigida per Denys Arcand
- Big Fish, dirigida per Tim Burton
- Lost in Translation, dirigida per Sofia Coppola
- Master and Commander: The Far Side of the World, dirigida per Peter Weir
- Mystic River (Mystic River), dirigida per Clint Eastwood

### Premi David Jove
- Io non ho paura, dirigida per Gabriele Salvatores

### David especial
- Goffredo Lombardo perls 100 anys de la Titanus
- Steven Spielberg

### Targa d'oro
- Peter Falk